# 1650 Heckmann
1650 Heckmann eller 1937 TG är en asteroid i huvudbältet, som upptäcktes 11 oktober 1937 av den tyske astronomen Karl Wilhelm Reinmuth i Heidelberg. Den har fått sitt namn efter den tyske astronomen Otto Heckmann.
Asteroiden har en diameter på ungefär 30 kilometer.